# Mesolita scutellata
Mesolita scutellata är en skalbaggsart som beskrevs av Lea 1918. Mesolita scutellata ingår i släktet Mesolita och familjen långhorningar. Inga underarter finns listade i Catalogue of Life.